# Ashfield (distretto)
Ashfield è un distretto del Nottinghamshire, Inghilterra, Regno Unito, con sede a Kirkby-in-Ashfield.
Il distretto fu creato con il Local Government Act 1972, il 1º aprile 1974 dalla fusione dei distretti urbani di Hucknall, Kirkby-in-Ashfield e Sutton-in-Ashfield con parte del distretto rurale di Basford.

## Località e parrocchie
Le località del distretto includono:
- Annesley
- Annesley Woodhouse
- Felley
- Hucknall
- Huthwaite
- Jacksdale
- Kirkby-in-Ashfield
- Selston
- Stanton Hill
- Sutton-in-Ashfield
- Teversal
- Underwood

Le parrocchie del distretto sono:
- Annesley
- Felley
- Selston